# Bassinhac
Bassinhac (en francès Bassignac) és un municipi francès situat al departament de Cantal i a la regió d'Alvèrnia-Roine-Alps. L'any 2007 tenia 227 habitants.

## Demografia

### Població
El 2007 la població de fet de Bassignac era de 227 persones. Hi havia 88 famílies de les quals 20 eren unipersonals (8 homes vivint sols i 12 dones vivint soles), 32 parelles sense fills, 32 parelles amb fills i 4 famílies monoparentals amb fills.
La població ha evolucionat segons el següent gràfic:
Habitants censats

### Habitatges
El 2007 hi havia 236 habitatges, 93 eren l'habitatge principal de la família, 124 eren segones residències i 19 estaven desocupats. 230 eren cases i 5 eren apartaments. Dels 93 habitatges principals, 76 estaven ocupats pels seus propietaris i 17 estaven llogats i ocupats pels llogaters; 1 tenia dues cambres, 18 en tenien tres, 31 en tenien quatre i 43 en tenien cinc o més. 55 habitatges disposaven pel capbaix d'una plaça de pàrquing. A 39 habitatges hi havia un automòbil i a 42 n'hi havia dos o més.

### Piràmide de població
La piràmide de població per edats i sexe el 2009 era:
| Homes | Edats   | Dones |
| ----- | ------- | ----- |
| 0     | 95 o +  | 0     |
| 0     | 90 a 94 | 0     |
| 4     | 85 a 89 | 0     |
| 8     | 80 a 84 | 0     |
| 0     | 75 a 79 | 4     |
| 8     | 70 a 74 | 8     |
| 4     | 65 a 69 | 4     |
| 0     | 60 a 64 | 4     |
| 4     | 55 a 59 | 8     |
| 12    | 50 a 54 | 0     |
| 4     | 45 a 49 | 8     |
| 12    | 40 a 44 | 20    |
| 12    | 35 a 39 | 0     |
| 0     | 30 a 34 | 4     |
| 4     | 25 a 29 | 4     |
| 16    | 20 a 24 | 12    |
| 8     | 15 a 19 | 16    |
| 4     | 10 a 14 | 12    |
| 8     | 5 a 9   | 12    |
| 4     | 0 a 4   | 4     |

## Economia
El 2007 la població en edat de treballar era de 150 persones, 108 eren actives i 42 eren inactives. De les 108 persones actives 103 estaven ocupades (62 homes i 41 dones) i 5 estaven aturades (3 homes i 2 dones). De les 42 persones inactives 16 estaven jubilades, 9 estaven estudiant i 17 estaven classificades com a «altres inactius».

### Ingressos
El 2009 a Bassignac hi havia 84 unitats fiscals que integraven 207 persones, la mediana anual d'ingressos fiscals per persona era de 12.893 €.

### Activitats econòmiques
Dels 9 establiments que hi havia el 2007, 1 era d'una empresa extractiva, 1 d'una empresa de fabricació d'altres productes industrials, 2 d'empreses de construcció, 1 d'una empresa de comerç i reparació d'automòbils, 1 d'una empresa d'hostatgeria i restauració i 3 d'empreses de serveis.
Dels 2 establiments de servei als particulars que hi havia el 2009, 1 era un guixaire pintor i 1 lampisteria.
L'any 2000 a Bassignac hi havia 11 explotacions agrícoles que ocupaven un total de 486 hectàrees.

## Equipaments sanitaris i escolars
El 2009 hi havia una escola elemental.

## Poblacions més properes
El següent diagrama mostra les poblacions més properes.